# Unidade de dados de serviço
Em Open Systems Interconnection (OSI), uma unidade de serviço de dados ou service data unit (SDU) é uma unidade de dados que foram passados de uma camada OSI para uma camada inferior e que ainda não foi encapsulada em uma protocol data unit (PDU) pela camada inferior. É um conjunto de dados que são enviados por um usuário dos serviços de uma determinada camada, e é transmitida semanticamente inalterada para um utilizador de serviços peer.
Ele difere de uma PDU em que o PDU especifica os dados que serão enviados para a camada de protocolo ponto na extremidade de recepção, ao invés de serem enviados para a camada inferior.
A SDU em qualquer camada dado, 'n' camada, é o PDU da camada superior, " camada n +1 ". Com efeito, o SDU é a "carga" de um PDU dado. Isto é, o processo de mudança de um SDU para um PDU, consiste de um processo de encapsulação, realizada por a camada inferior. Todos os dados contidos no SDU fica encapsulado dentro do PDU. A camada n-1 adiciona cabeçalhos ou rodapés, ou ambos, para a SDU, transformando-o em uma PDU da camada n-1. Os cabeçalhos adicionado ou rodapés são parte do processo utilizado para tornar possível a obtenção de dados de uma fonte para um destino.